# هانمر اسپرینگز
هانمر اسپرینگز (Hanmer Springs) یک شهر کوچک در استان کانتربری در جزیره جنوبی نیوزیلند است.
هانمر اسپرینگز در ۱۳۰ کیلومتری شمال غربی کرایست چرچ و ۶۵ کیلومتری جنوب غربی کایکورا (۱۳۵ کیلومتر از طریق جاده) واقع شده‌است. این شهر در پای تپه Conical و کوه ایزوبل (۱٬۳۲۴ متر) قرار دارد. رسیدن به این شهر از راه یک جاده فرعی به‌طول ۹ کیلومتر در شمال بزرگراه ایالتی ۷ ممکن می‌شود.

## آب و هوا
هانمر اسپرینگز تابستانهای نسبتأ گرم و زمستانهای سرد دارد. در تابستان (ژانویه و فوریه) میانگین حداکثر روزانه به ۲۲ درجه سانتی‌گراد و میانگین کم‌ترین دما به ۹ درجه سانتی‌گراد می‌رسد. در زمستان دمای میانگین حداکثر روزانه ۹ درجه و میانگین کم‌ترین دمای روزانه ۱ درجه سانتی‌گراد است. بیشترین میزان بارندگی در ماه جولای (زمستان) ۱۰۷ میلی‌متر و کمترین آن در ژانویه ۵۵ میلی‌متر اندازه‌گیری شده‌است. در هانمر اسپرینگز در زمستان برف می‌بارد که گاهی سبب بسته‌شدن راه می‌شود.

## استخرهای آب گرم و جاذبه‌های گردشگری

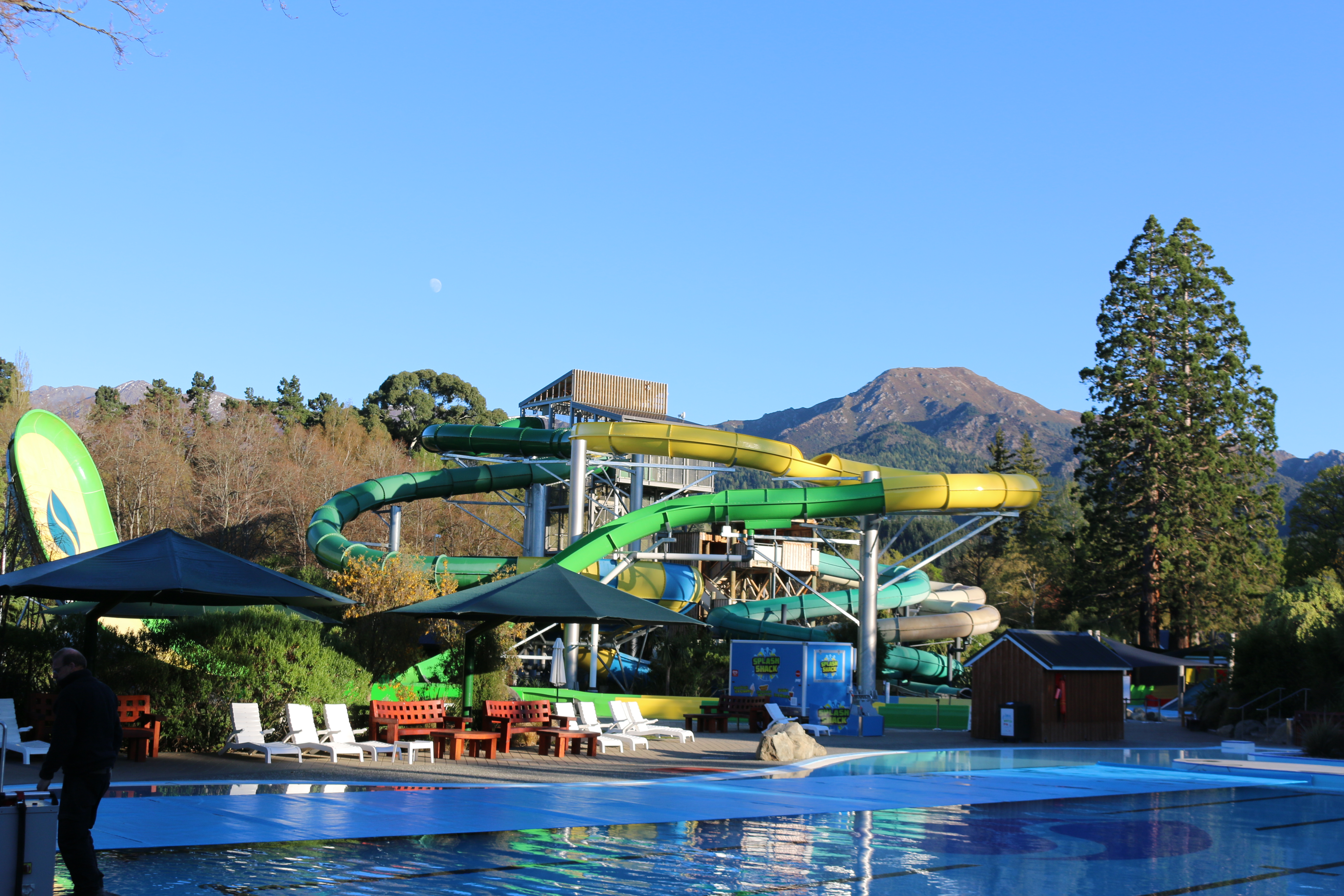
نمایی از استخرهای آب گرم هانمر اسپرینگز و سرسره‌های آبی.

هانمر اسپرینگز یک مقصد گردشگری است و جمعیت شهر در طول تعطیلات افزایش می‌یابد و سالانه حدود ۵۲۰۰۰۰ بازدیدکننده دارد. بانجی‌جامپینگ، قایق‌سواری با جت، دوچرخه‌سواری در کوهستان و پیاده‌روی از فعالیت‌های رایج توریستی هستند و یک سرویس هواپیمایی برای تماشای محیط‌های کوهستانی شهر در دسترس است. مرکز اطلاعات بازدیدکنندگان در کنار چشمه‌های آب گرم، اطلاعاتی در مورد منطقه و امکانات گردشگری ارائه می‌دهد.
این محل به‌دلیل چشمه‌های آب گرمش توسط ویلیام جونز در سال ۱۸۵۹ کشف شد. در سال ۱۹۶۰ ساکنان محلی استخرهای آب گرم را خریده و به شورای محلی هدیه دادند. سه استخر شش ضلعی که در حال حاضر مورد استفاده قرار می‌گیرند و یک استخر آب شیرین در سال ۱۹۷۸ ساخته شدند. رختکن و راه ورودی جدید در سال ۱۹۸۵ ساخته شد. استخرهای سنگی در سال ۱۹۹۲ و استخرهای گوگردی دیگری در سال ۱۹۹۹ ساخته شدند
1. ↑  "Site Information for NZHR in Hanmer Springs Airport, CAN, New Zealand". 42.5508;172.826996: Server.gladstonefamily.net. Retrieved 2016-05-16.{{cite web}}:  نگهداری CS1: موقعیت (link)
2. ↑  Whitelaw, Sonny (September 2018). "Predator Free Hanmer Springs". Retrieved 28 November 2020.
3. ↑  "Live: Heat, dry conditions and rain make up New Zealand's 2019 weather review". Stuff (به انگلیسی). 2020-01-08. Retrieved 2020-09-18.
4. ↑  "Hot spell coming to an end with cool down for many over next two days". Stuff (به انگلیسی). 2019-01-31. Retrieved 2020-09-18.
5. ↑  "Watch: Eerie scenes at Hanmer Springs, as heavy snow blankets tourist hotspot". TVNZ (به انگلیسی). Retrieved 2020-09-18.
6. ↑  "Winter returns to South Island as snow closes highways". Stuff (به انگلیسی). 2019-10-24. Retrieved 2020-09-18.
7. ↑  "Blanket of snow covers Hanmer Springs". Stuff (به انگلیسی). 2017-07-13. Retrieved 2020-09-18.
8. ↑  "Our history". Hanmer Springs Thermal Pools and Spa (به انگلیسی). Archived from the original on 19 اكتبر 2021. Retrieved 2020-09-17. {{cite web}}: Check date values in: |archive-date= (help)